# Prix du meilleur film français du Syndicat français de la critique de cinéma
Le prix du meilleur film français du Syndicat de la critique de cinéma, anciennement intitulé prix Méliès, est une distinction remise depuis 1946 par le Syndicat français de la critique de cinéma durant sa remise de prix annuelle. Ce prix de la critique récompense, tous les ans, le meilleur film français ou la meilleure coproduction française. 
Seules trois femmes l'ont remporté depuis 1946 : Nicole Vedrès (1948), Agnès Varda (1962, 1985, 2000, 2008) et Justine Triet (2023).

## Liste des lauréats
- 1946 : La Bataille du rail de René Clément
- 1947 : Le silence est d'or de René Clair
- 1948 : Paris 1900 de Nicole Vedrès
- 1949 : Manon de Henri-Georges Clouzot
- 1950 : Rendez-vous de juillet de Jacques Becker
- 1951 : Le Journal d'un curé de campagne de Robert Bresson
- 1952 : Les Belles de nuit de René Clair
- 1953 : Le Salaire de la peur de Henri-Georges Clouzot
- 1954 : Le Rouge et le Noir de Claude Autant-Lara
- 1955 : Du rififi chez les hommes de Jules Dassin
- 1956 (ex æquo) : 
  - Le Monde du silence de Jacques-Yves Cousteau
  - Les Grandes Manœuvres de René Clair
- 1957 (ex æquo) : 
  - La Traversée de Paris de Claude Autant-Lara
  - Un condamné à mort s'est échappé de Robert Bresson
- 1958 : Mon oncle de Jacques Tati
- 1959 (ex æquo) : 
  - Hiroshima mon amour d’Alain Resnais
  - Les Quatre Cents Coups de François Truffaut
- 1960 (ex æquo):
  - Le Trou de Jacques Becker
  - À bout de souffle de Jean-Luc Godard
- 1961 : L'Année dernière à Marienbad d’Alain Resnais
- 1962 : Cléo de 5 à 7 d’Agnès Varda
- 1963 : Le Procès d’Orson Welles
- 1964 : Les Parapluies de Cherbourg de Jacques Demy
- 1965 : La Vieille Dame indigne de René Allio
- 1966 (ex æquo) : 
  - La guerre est finie d’Alain Resnais
  -  Au hasard Balthazar de Robert Bresson
- 1967 (ex æquo) : 
  - Belle de jour de Luis Buñuel
  - Mouchette de Robert Bresson
- 1968 : Baisers volés de François Truffaut
- 1969 : Ma nuit chez Maud d’Éric Rohmer
- 1970 : L'Enfant sauvage de François Truffaut
- 1971 : Le Genou de Claire d’Éric Rohmer
- 1972 : Le Charme discret de la bourgeoisie de Luis Buñuel
- 1973 : La Nuit américaine de François Truffaut
- 1974 : Lacombe Lucien de Louis Malle
- 1975 : Que la fête commence de Bertrand Tavernier
- 1976 : L'Histoire d'Adèle H. de François Truffaut
- 1977 : Providence d'Alain Resnais
- 1978 : Le Dossier 51 de Michel Deville
- 1979 : Perceval le Gallois d’Éric Rohmer
- 1980 : Mon oncle d'Amérique d'Alain Resnais
- 1981 (ex æquo) : 
  - Coup de torchon de Bertrand Tavernier
  - Garde à vue de Claude Miller
- 1982 : Une chambre en ville de Jacques Demy
- 1983 : Pauline à la plage d'Éric Rohmer
- 1984 : Les Nuits de la pleine lune d'Éric Rohmer
- 1985 (ex æquo) : 
  - Péril en la demeure de Michel Deville
  - Sans toit ni loi d’Agnès Varda
- 1986 : Thérèse d’Alain Cavalier
- 1987 : Au revoir les enfants de Louis Malle
- 1988 : La Petite Voleuse de Claude Miller
- 1989 : Monsieur Hire de Patrice Leconte
- 1990 : La Discrète de Christian Vincent
- 1991 : La Belle Noiseuse de Jacques Rivette
- 1992 : Un cœur en hiver de Claude Sautet
- 1993 : Smoking / No Smoking d’Alain Resnais
- 1994 : Trois Couleurs : Rouge de Krzysztof Kieślowski
- 1995 : Nelly et Monsieur Arnaud de Claude Sautet
- 1996 : Capitaine Conan de Bertrand Tavernier
- 1997 : On connaît la chanson d’Alain Resnais
- 1998 : La Vie rêvée des anges d’Érick Zonca
- 1999 : La Maladie de Sachs de Michel Deville
- 2000 : Les Glaneurs et la Glaneuse d’Agnès Varda
- 2001 : Le Fabuleux Destin d'Amélie Poulain de Jean-Pierre Jeunet
- 2002 : Être et avoir de Nicolas Philibert
- 2003 : la trilogie Un couple épatant / Cavale / Après la vie de Lucas Belvaux
- 2004 : Rois et Reine d'Arnaud Desplechin
- 2005 : De battre mon cœur s'est arrêté de Jacques Audiard
- 2006 : Cœurs d'Alain Resnais
- 2007 : La Graine et le Mulet d'Abdellatif Kechiche
- 2008 : Les Plages d'Agnès d'Agnès Varda
- 2009 : Un prophète de Jacques Audiard
- 2010 : Des hommes et des dieux de Xavier Beauvois
- 2011 : L'Exercice de l'État de Pierre Schoeller
- 2012 : Amour de Michael Haneke
- 2013 : La Vie d'Adèle d'Abdellatif Kechiche
- 2014 : Timbuktu d'Abderrahmane Sissako
- 2015 : Fatima de Philippe Faucon
- 2016 : Elle de Paul Verhoeven[1]
- 2017 : 120 battements par minute de Robin Campillo
- 2018 : Mektoub, my love: canto uno d'Abdellatif Kechiche
- 2019 : Les Misérables de Ladj Ly
- 2020 : Les choses qu'on dit, les choses qu'on fait d'Emmanuel Mouret
- 2021 : Onoda, 10 000 nuits dans la jungle d'Arthur Harari
- 2022 : Pacifiction : Tourment sur les Îles d'Albert Serra
- 2023 : Anatomie d'une chute de Justine Triet
- 2024 : Emilia Pérez de Jacques Audiard

## Victoires multiples
- 8 Prix : Alain Resnais (1959, 1961, 1966, 1977, 1980, 1993, 1997 et 2006)
- 5 Prix :
  - Éric Rohmer (1969, 1971, 1979, 1983, 1984)
  - François Truffaut (1959, 1968, 1970, 1973 et 1976)
- 4 Prix :
  - Robert Bresson (1951, 1957, 1966 et 1967)
  - Agnès Varda (1962, 1985, 2000 et 2008)
- 3 Prix :
  - Jacques Audiard (2005, 2009 et 2024)
  - René Clair (1947, 1952 et 1956)
  - Michel Deville (1978, 1985 et 1999)
  - Abdellatif Kechiche (2007, 2013 et 2018)
  - Bertrand Tavernier (1975, 1981 et 1996)
- 2 Prix :
  - Claude Autant-Lara (1954 et 1957)
  - Jacques Becker (1950 et 1960)
  - Henri-Georges Clouzot (1949 et 1953)
  - Jacques Demy (1964 et 1982)
  - Claude Miller (1981 et 1989)
  - Claude Sautet (1992 et 1995)